# Denis Forest
Denis Forest (Ottawa, 5 settembre 1960 – Los Angeles, 18 marzo 2002) è stato un attore canadese.

## Biografia
Nato ad Ottawa nel 1960, Denis Forest inizia la propria carriera di attore nel 1983.
Nonostante la brevità della sua carriera, prese parte a numerosi film e serie televisive statunitensi.
Divenne noto sul grande schermo per la partecipazione al film The Mask, del 1994.
La sera del 18 marzo 2002, durante una cena con gli amici in un ristorante a Los Angeles, venne colpito da un infarto improvviso.
L'attore è stato immediatamente trasportato all'ospedale più vicino del luogo, ma giunto in clinica in condizioni disperate, morì poco dopo, a soli 41 anni.

## Filmografia parziale

### Cinema
- La strana voglia (The Adventures of Bob & Doug McKenzie: Strange Brew), regia di Rick Moranis (1983)
- Palle d'acciaio (Head Office), regia di Ken Finkleman (1985)
- Sotto massima sorveglianza (Wedlock), regia di Lewis Teague (1991)
- Cliffhanger - L'ultima sfida (Cliffhanger), regia di Renny Harlin (1993)
- The Mask, regia di Chuck Russell (1994)
- L'eliminatore - Eraser (Eraser), regia di Chuck Russell (1996)

### Televisione
- Venerdì 13 (Friday the 13th: The Series) – serie TV, 4 episodi (1987-1990)
- La guerra dei mondi (War of the Worlds) – serie TV, 21 episodi (1989-1990)

## Doppiatori italiani
Nelle versioni in italiano delle opere in cui ha recitato, Denis Forest è stato doppiato da:
- Massimo Giuliani in Alfred Hitchcock presenta
- Gianluca Tusco in La guerra dei mondi
- Nino Prester in Cliffhanger - L'ultima sfida
- Luca Dal Fabbro in The Mask
- Gerolamo Alchieri in X-Files
- Sergio Lucchetti in The Shield